# Manuel Fernandes

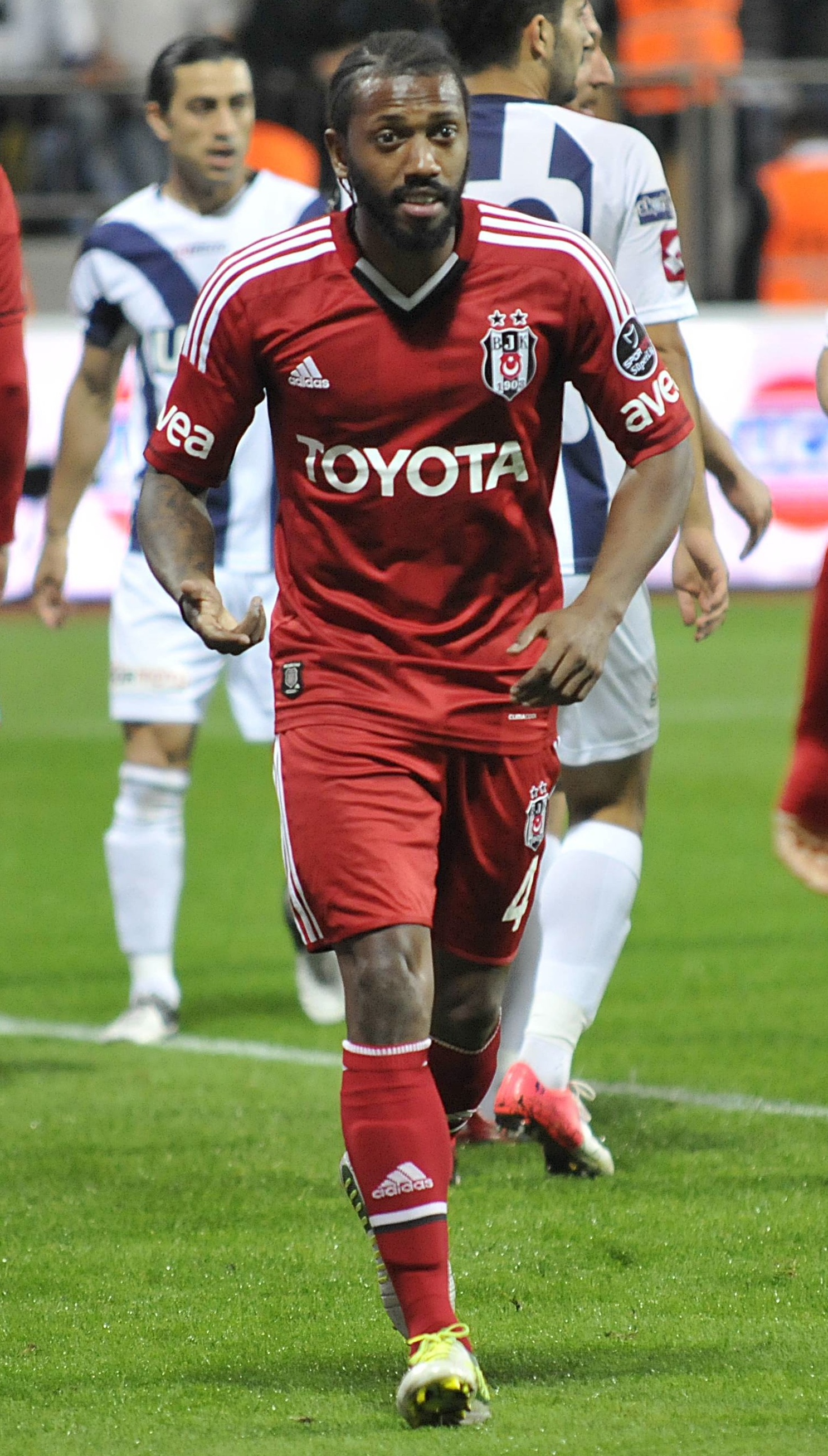
Manuel Fernandes

Manuel Fernandes (n. 5 februarie 1986) este jucător de fotbal portughez care evoluează la clubul Lokomotiv Moscova.